# Forêt de Sambisa
La forêt de Sambisa se trouve au nord-est du Nigeria, dans la partie sud-ouest du parc national du bassin du Tchad, à environ 60 km au sud-est de Maiduguri, la capitale de l'État de Borno. Sa superficie est d'environ 60 000 km2.

## Géographie
Située à la pointe nord-est de la savane soudanienne occidentale et à la limite sud de la savane d'acacia sahélienne, la forêt de Sambisa est constituée d'une végétation très dense, d'arbustes épineux, d'une hauteur de 50 à 100 centimètres, qui la rendent difficilement pénétrable.
Elle occupe environ 60 000 km2 sur les États de Borno, Yobe, Gombe, Bauchi le long du corridor de Darazo, Jigawa, et quelques parties de l'État de Kano plus loin au nord. Elle est administrée par les LGA d'Askira au sud, de Danboa au sud-ouest, et de Konduga et Jere à l'ouest.

## Flore
La forêt abrite principalement des spécimens de Detarium microcarpum, caoutchouc, graine bouchon, bouleau d'Afrique, dattier du désert, Prosopis africana, Acacia spp, Piliostigma thonningii (en), Combretum apiculatum, baobab africain, Diospyros mespiliformis, tamarinier, Terminalia spp.

## Réserve de chasse de Sambisa
Durant la période coloniale, la réserve de chasse de Sambisa occupait une surface de 2 258 km2 au sein de la partie orientale de la forêt. À partir de 1970, la réserve est dédiée aux safaris. Elle possédait une importante population de léopards, de lions, d'éléphants, de hyènes, que les touristes pouvaient observer à partir de cabanes ou de safari lodges. En 1991, le gouvernement de l'état de Borno incorpore cette ancienne réserve au périmètre du parc national du bassin du Tchad. Mais l'abandon de sa gestion, à la suite de la prise de contrôle de Sambisa par Boko Haram le 5 février 2013, a conduit à la disparition progressive des animaux, les lodges se sont effondrées ou ont été détruites, les herbes ont envahi les routes, et les rivières se sont asséchées.

## Refuge de Boko Haram

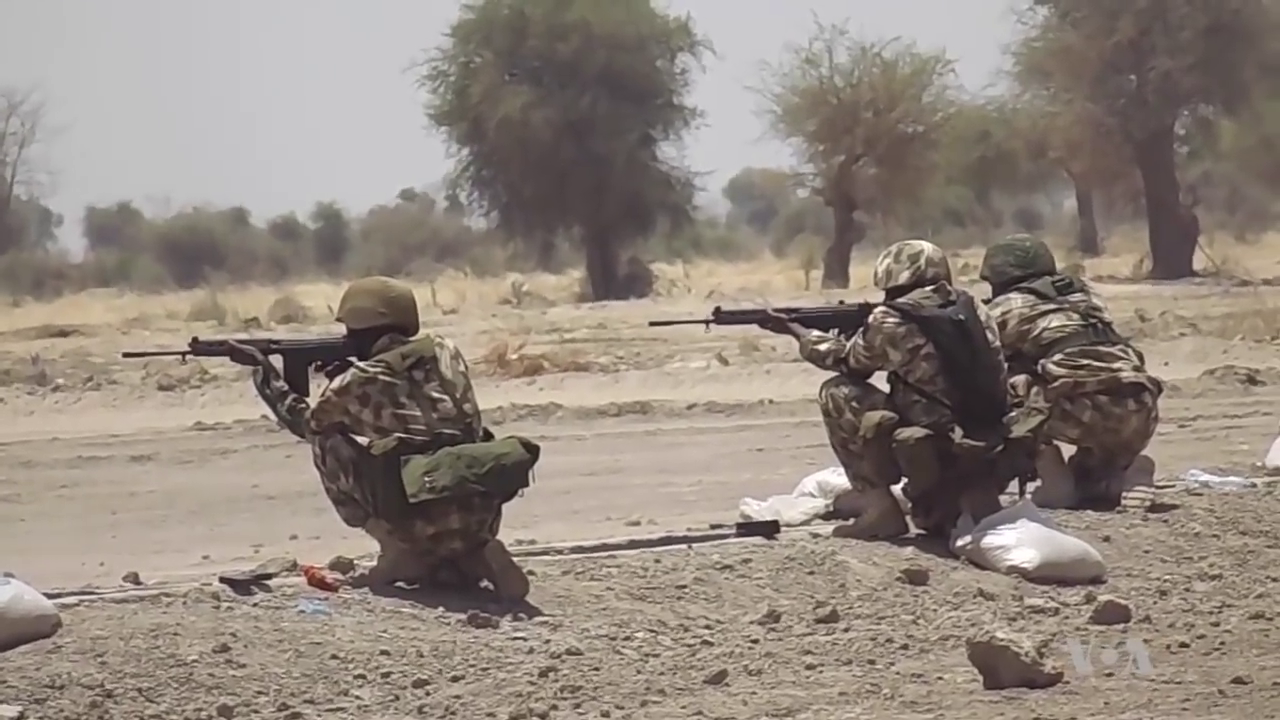
Entraînement de l'armée nigériane dans la forêt, en 2017, 2 ans après sa reconquête.

La forêt de Sambisa, en particulier la région montagneuse de Gwoza près de la frontière du Cameroun, est utilisée comme refuge par le groupe terroriste Boko Haram, notamment lors de l'enlèvement des lycéennes de Chibok en avril 2014.
En avril 2015, l'armée nigériane lance une offensive contre les djihadistes retranchés dans la forêt. Des centaines de femmes et d'enfants enlevés par Boko Haram sont délivrés.
C'est dans cette forêt qu'est mort Abubakar Shekau, chef de Boko Aram, le 19 mai 2021 après avoir été battu en retraite par les combattants de l'État islamique en Afrique de l'Ouest.